# Myiarchus sagrae
Myiarchus sagrae е вид птица от семейство Tyrannidae.

## Разпространение
Видът е разпространен в Бахамските острови, Кайманови острови, Куба, САЩ и Търкс и Кайкос.